# František Svoboda
František Svoboda (Viena, 5 de agosto de 1906-Checoslovaquia, 6 de julio de 1948) fue un futbolista internacional checoslovaco que jugó como delantero. Desarrolló prácticamente toda su carrera en el Slavia Praga, donde jugó quince años y se proclamó máximo goleador en 1935 del campeonato de liga checoslovaco.
Svoboda fue internacional con Checoslovaquia y participó en la Copa Mundial de Fútbol de 1934 en Italia, la segunda edición de la Copa del Mundo de la FIFA, donde se proclamó subcampeón, jugó tres partidos —incluida la final— y anotó un gol contra Suiza. En total, Svoboda disputó 43 partidos con el equipo nacional checoslovaco y marcó 22 tantos.

## Palmarés
Slavia Praga
- Primera División de Checoslovaquia (8):

- 1929, 1930, 1931, 1933, 1934, 1935, 1937, 1940

- Copa Mitropa (1):

- 1938